# 谷风号驱逐舰
谷风号驱逐舰 （日语：谷風，意为谷中之风），是一艘于20世纪30年代建造的阳炎型驱逐舰。服役于大日本帝国海军。

## 战史
1942年7月，谷风号参加了中途岛海战并在作战中因空袭受损。6月5日，中途岛海战的主要战斗结束一天后，司令南云忠一命令她前去寻找飞龙号航空母舰，并视情况自行击沉飞龙号，回收幸存者。不过南云忠一不知道，那时飞龙号已经沉没了。
不幸的是，谷风号碰上了被派去搜寻飞龙号航母的61架SBD無畏式俯衝轟炸機。在他们经过一番寻找依然找不到飞龙号（当时飞龙号已经沉没）后，他们就转过头来对谷风号发动攻击。因为，他们必须在降落前把炸弹丢掉，而谷风号就是个不错的靶子。不过，在机长拼命进行机动的努力下，谷风号没被直接命中。谷风号的航海日志是这样记述这次战斗的：“6月5日，空袭造成6人死亡，船只中度受损。”
第二年起，谷风号就开始在通往关岛的运输线上忙起来了。1943年1月，她还协助岛上的日军撤退。
1944年6月9日，谷风号被美国海军潜艇击沉于塔威塔威省的Sibutu水道，沉没地点位于巴西兰省西南90英里处，坐标（05°42′N 120°41′E / 5.700°N 120.683°E）。114名官兵阵亡，包括舰长在内的126人生还。附近的浦风号驱逐舰救起了生还者。不过，5个月后，浦风号又被美国海军海狮号潜艇击沉。舰上成员（包括谷风号的生还者）无人幸存。